# Skabo jernbanevognfabrik

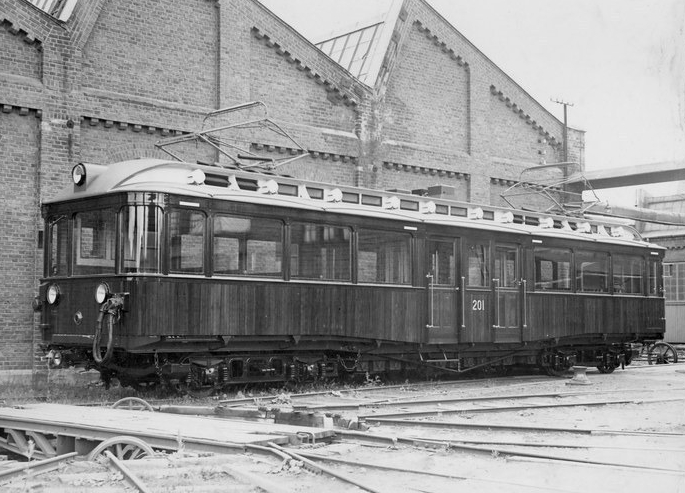
Skabo Triebwagen 201

Skabo jernbanevognfabrik (deutsch wörtlich: "Skabo Eisenbahnwagenfabrik") war eine mechanische Werkstatt in Norwegen, in der Eisenbahnwagen gezeichnet, konstruiert und gebaut wurden.

## Geschichte
Das Unternehmen wurde 1864 als Nachfolgefirma von Schaboe & Luth von Hans Skabo in Drammen gegründet. Es war die erste norwegische Fabrik für Eisenbahnwagen. 1864 erhielt das Unternehmen seinen ersten Großauftrag und wurde mit der Lieferung von 60 Holztransportwagen für Kongsvingerbanen beauftragt. Da das Unternehmen wuchs, wurde es 1873 nach Tyskerstranden (zwischen Bestumkilen und Frognerkilen) in Skøyen im damaligen Kristiania verlegt.
Es wurden Güter- und Personenwagen, Lokomotiven und Straßenbahnen hergestellt. 1895 war Skabo am Bau der ersten elektrischen Straßenbahn in Norwegen beteiligt. In Skøyen waren auch die Werksgebäude von Norsk Elektrisk & Brown Boveri (NEBB) und Thunes mekaniske verksted, mit denen Skabo zusammenarbeitete. Hans Henrik Skabo übernahm 1889 von seinem Vater die Firma, die 1899 in eine Aktiengesellschaft überführt wurde.
Hans Henrik Skabo hatte vor der Übernahme in den USA Erfahrungen gesammelt und brachte seine Erkenntnisse in den Bau von Drehgestellwagen, insbesondere mit Diamond-Drehgestellen, ein. Skabo produzierte 1939 20 der legendären Straßenbahnwagen für Oslo, die den Spitznamen Gullfisk haben. Diese Straßenbahnen wurden zudem von Strømmens Værksted gebaut.
Da die Bestellungen und Lieferungen von Eisenbahnmaterial ungleichmäßig verliefen, betätigte sich das Werk in weiteren Bereichen. Unter anderem lieferte es Karosserien für LKW, Busse und Taxis. Ebenso wurden technische Apparate und Parkett gefertigt.
Skabo baute diese Taxis und Busse auf verschiedenen importierten Fahrgestellen wie von Chevrolet und Fiat. Die ersten Busse waren ähnlich der Straßenbahnen mit Holzkarosserien auf Lastwagenfahrgestellen und nicht besonders komfortabel. Ein Straßenbahnwagen, der an Ekebergbanen geliefert wurde, gehört dem norwegischen Technischen Museum und ist im Straßenbahnmuseum in Oslo ausgestellt.

## Übernahme
Nach dem  Zweiten Weltkrieg wurde die Produktion wieder auf Eisenbahn- und Straßenbahnwagen, in enger Zusammenarbeit mit NEBB, konzentriert. 1960 erwarb NEBB die Aktienmehrheit an Skabo, die beiden Fabriken in Skøyen wurden zusammengelegt. 1979 kaufte NEBB Strømmens Værksted und konzentrierte die Produktion von Eisenbahnmaterial weiter.
1993 endete die industrielle Produktion von NEBB. Auf dem Fabrikgelände wurden Büros, Wohnungen und Geschäfte errichtet. Einige Gebäude wurden zur Erinnerung an NEBB und Skabo erhalten. Diese beherbergen Büros und Geschäfte.